# 서울스카이

롯데월드타워

서울스카이(영어: Seoul Sky)는 대한민국 서울특별시 송파구 신천동 롯데월드타워 117~123층에 위치하고 있다. 117층 ~ 123층에 구성되며 117층에는 입장층, 전망층, 118층에는 입장층, 스카이데크, 119층에는 SKY FRIENDS CAFE, 120층에는 퇴장층, 스카이테라스, 포토존, 121층에는 퇴장층, 상품점, 122층에는 서울스카이 카페, 123층에는 프리미엄 라운지 바인 123라운지로 구성되어 있다. 중화인민공화국 상하이에 위치한 상하이 타워(546m 높이 118층에 설치)에 이어 세계에서 두 번째로 높은, 그리고 OECD 국가 중에서는 가장 높은 전망시설이다. 117층과 118층에 미디어 스탠드가 4개씩 설치되어 있다. 유리바닥이 있고 망원경으로 서울특별시의 풍경을 멋지게 볼 수 있다. 서울스카이의 스카이데크는 가장 높은 유리바닥 전망대다.
지상 123층에 위치한 서울스카이에서 보이는 건축물은 롯데월드, 매직아일랜드, 삼성SDS타워, 향군타워, 트레이드 타워 등이 보이고 아파트인 잠실 롯데캐슬골드, 잠실더샵스타파크, 잠실푸르지오월드마크, 더샵스타리버 등이 보이고 바다인 한강, 석촌호수가 보이고 다리인 잠실대교, 잠실철교, 올림픽대교, 천호대교, 광진교가 보이며 그 외에도 송파초등학교가 보이고 아산중앙병원, 올림픽공원, 구리, 하남, 강남, 테헤란로, 코엑스, 잠실 주경기장, 남한산성, 성남, 강북, 북한산 등이 보인다.
지구가 둥글다는 것을 고려했을 때, 이론상으로는 미세먼지가 하나도 없이 하늘이 완전히 맑다고 가정하면 지구의 곡률을 고려할 때 높이 555.7 m의 롯데월드타워 전망대에서는 날씨가 좋을 경우 직선상 약 83km 지점인 북한 개성시, 수원시, 성남시, 의정부시, 안양시, 부천시, 광명시, 평택시, 동두천시, 안산시, 고양시, 과천시, 구리시, 남양주시, 오산시, 시흥시, 군포시, 의왕시, 하남시, 용인시, 파주시, 이천시, 안성시, 김포시, 화성시, 광주시, 양주시, 포천시, 여주시, 연천군, 가평군, 양평군  등의 경기도 일대는 물론, 충북 충주시 엄정면 일대, 음성군, 충남 당진, 아산, 천안, 강원특별자치도 원주시(치악산 일대 포함), 횡성, 홍천, 춘천시 소양호, 철원군(구 김화군-금성군 지역 제외)까지 볼 수 있다. 공기가 나쁠 때에는 서울 안에서도 안 보이기도 한다. 게다가 아무것도 없는 너른 평지가 아니라 산이나 건물들이 틀어막고 있기 때문에 실제 관측거리는 이보다 더 줄어든다. 부르즈 할리파는 95km에서도 볼 수 있다.

## 역사
2009년에 최상층에 전망대를 설치할 계획이 있었고 같은 해에 착공하였고 공사가 시작되었다. 2016년 초에는 롯데월드타워의 전망대인 서울스카이를 설치할 계획이었고 12월 22일에 완공 후 2017년 4월 3일에 개장되었다.

## 기록
- 가장 높은 유리 바닥 전망대(2017년 1월 23일)

## 숫자로 본 롯데월드타워 전망대
- 1위: 국내 최고의 높이다.
- 3개: 기네스 월드 레코드 3개 부문 등재다.
- 40km: 맑은 날 40km까지 가시거리가 보인다.
- 222명: 투명 유리 스카이데크 수용 기능 인원이다. (95kg 성인 기준 222명)
- 500m: 전망대 최고 높이다.
- 50000원: 패스트패스. 줄 안 서고 바로 올라갈 수 있는 티켓 가격이다.
- 4100m2 : 117~123층까지의 연면적이다

## 엘리베이터
- OD1-OD2 (2대 전망대 셔틀 엘리베이터, 더블데크)：B2, B1, 8, 9, 117, 118, 120, 121
- OD3-OD4 (2대 전망대 지하주차장전용 엘리베이터)：B4-B1
- OD5 (1대 전망대 로컬 엘리베이터)：117-123
- OD6 (1대 전망대 및 프리미엄 라운지전용 엘리베이터)：121, 123

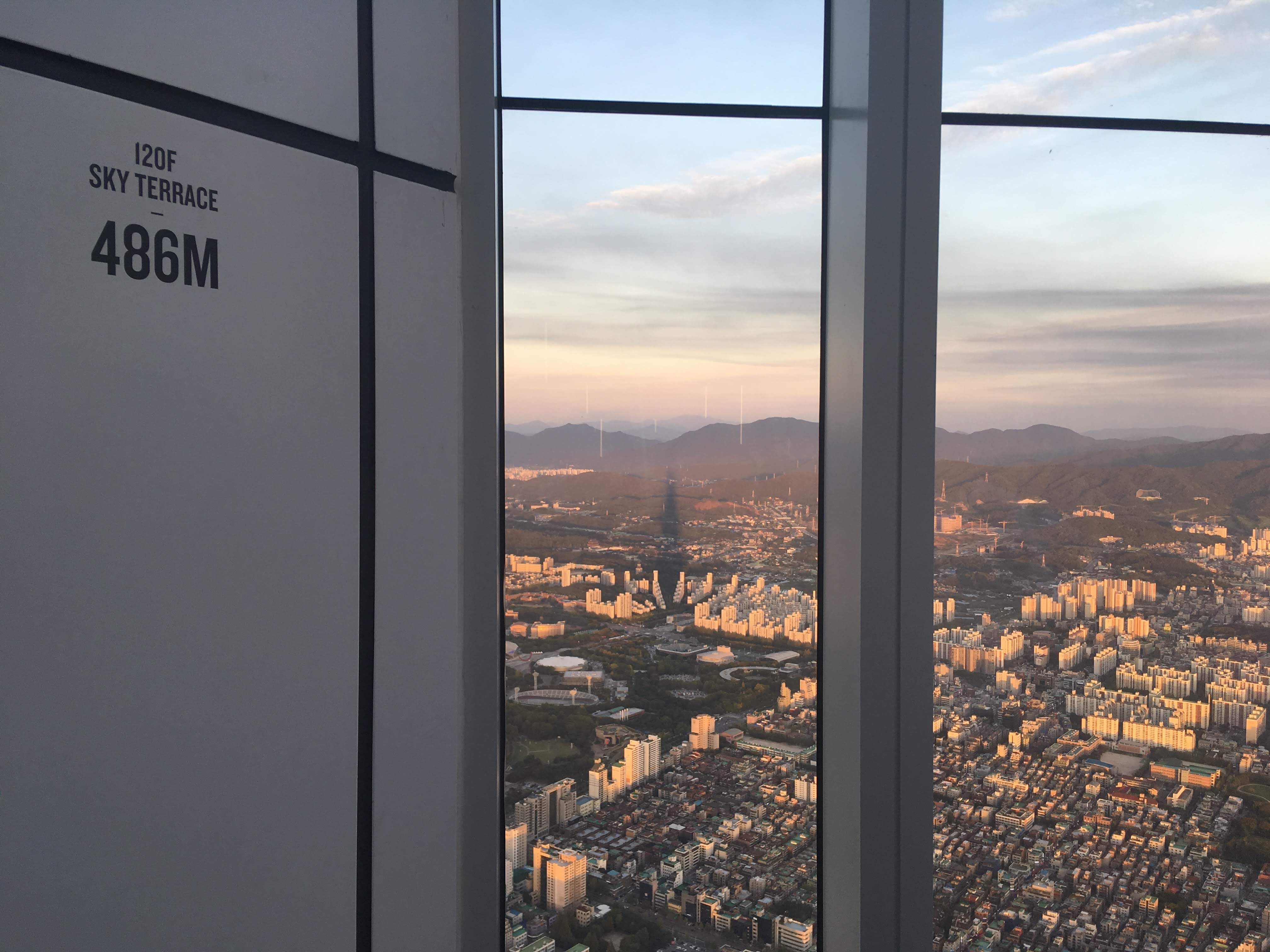

## 가격
지하 2층에서 전망대로 올라가는 엘리베이터를 타고 지하 2층에서 지상 117층까지 걸리는 시간은 1분이다. 2017년 4월 3일에 전망대가 오픈하였고 전망대 영업시간은 오전 11시부터 오후 09시까지다. (08시 입장마감)
일반티켓은 36개월 이상에서 만 12세 이하 기준으로는 25,000원을 내고 만 13세 이상일경우 29,000원을 내고 패스트패스는 50,000원을 내야 한다.

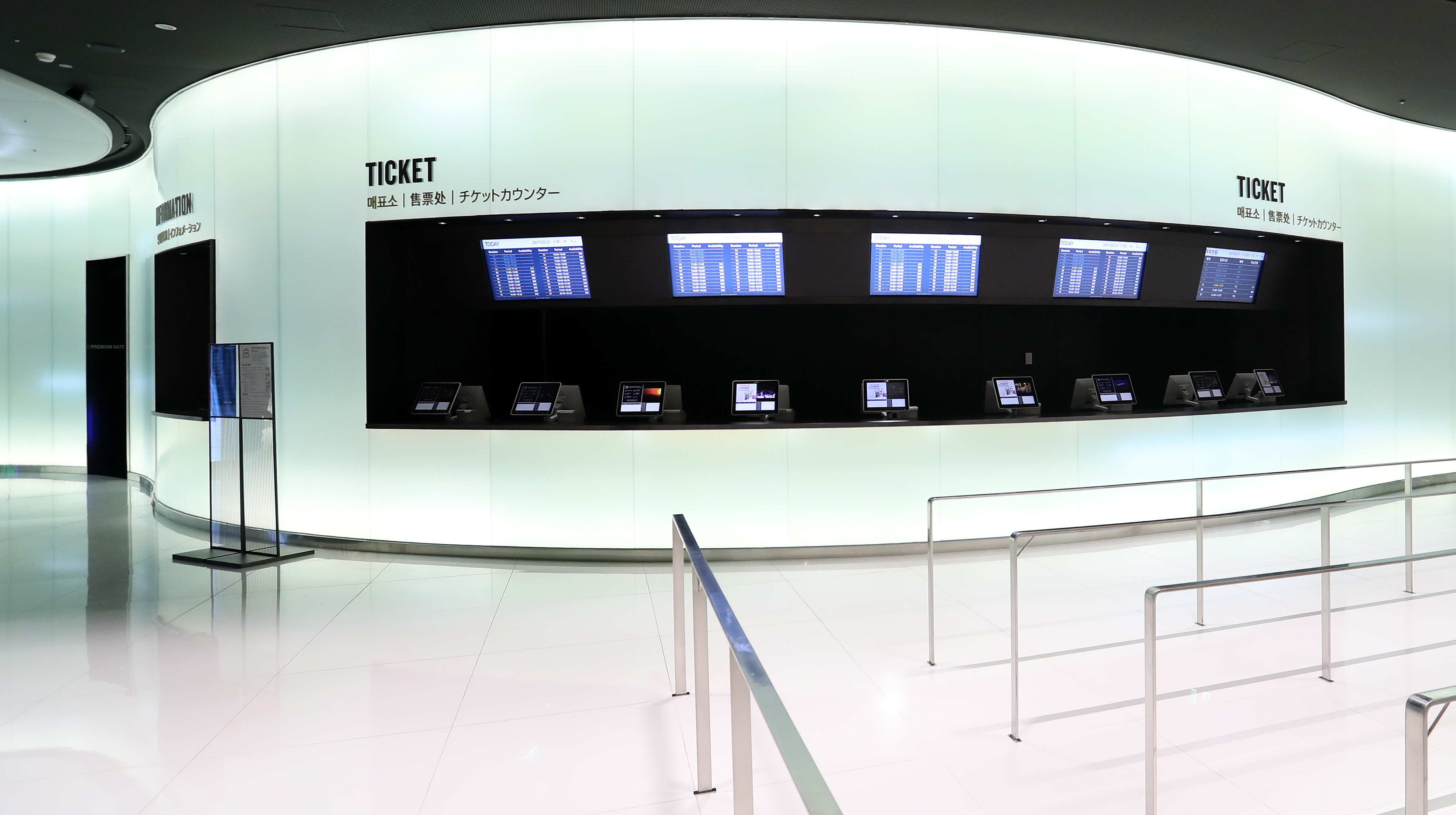

## 내부 시설
지하 1층, 2층에 있는 서울스카이 엘리베이터 입구에 들어가서 엘리베이터를 타고 전망대로 갈 수 있다.
| 층수  | 용도                                               |
| ----- | -------------------------------------------------- |
| 123층 | 프리미엄 라운지 바 (123라운지, 지상 500m 지점)     |
| 122층 | 서울스카이 카페                                    |
| 121층 | 전망대(서울스카이)퇴장층, 상품점                   |
| 120층 | 전망대(서울스카이)퇴장층, 스카이테라스, 포토리테일 |
| 119층 | 전망대(서울스카이), 캐릭터 디저트 카페             |
| 118층 | 전망대(서울스카이)입장층, 스카이워크, 데크 포토존  |
| 117층 | 전망대(서울스카이)입장층, 전망층, 오토캡쳐포토존   |
| B1층  | 전망대(서울스카이)웰컴포토존, 포토리테일, 상품점   |
| B2층  | 전망대(서울스카이)벌룬포토존                       |

## 대중문화
- 어서와 한국은 처음이지 (MBC 텔레비전 프로그램) - 한국여행 4일째 장면에 롯데월드타워가 나오고 1분 만에 117층 도착하는 장면이 나오고 118층의 유리바닥 전망대가 나온다.
- 챔피언 (영화) - 롯데월드타워 전망대가 나온다.
- 그녀와 나 사이 555m (웹드라마) - 롯데월드타워 전망대가 나온다.

## 갤러리

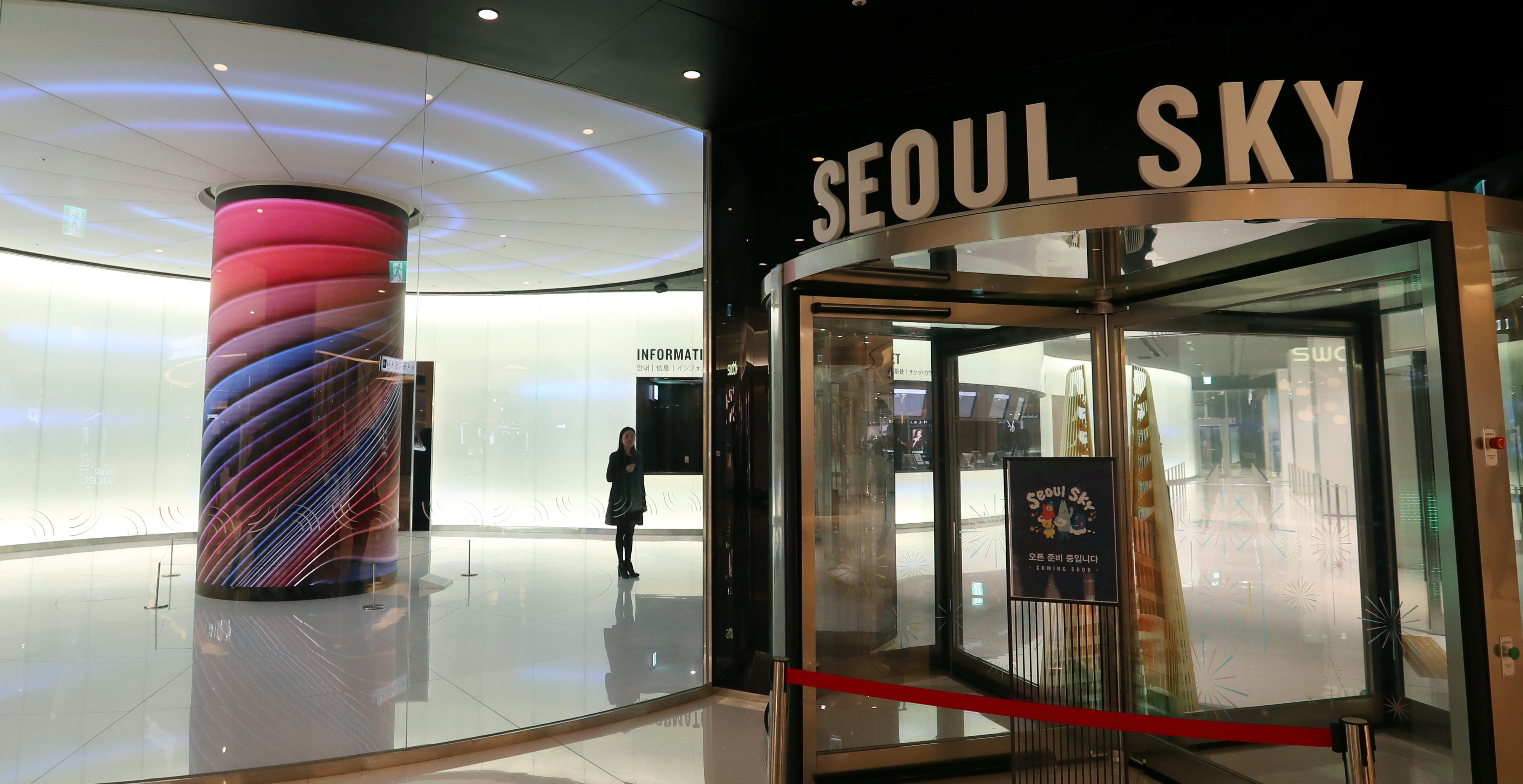
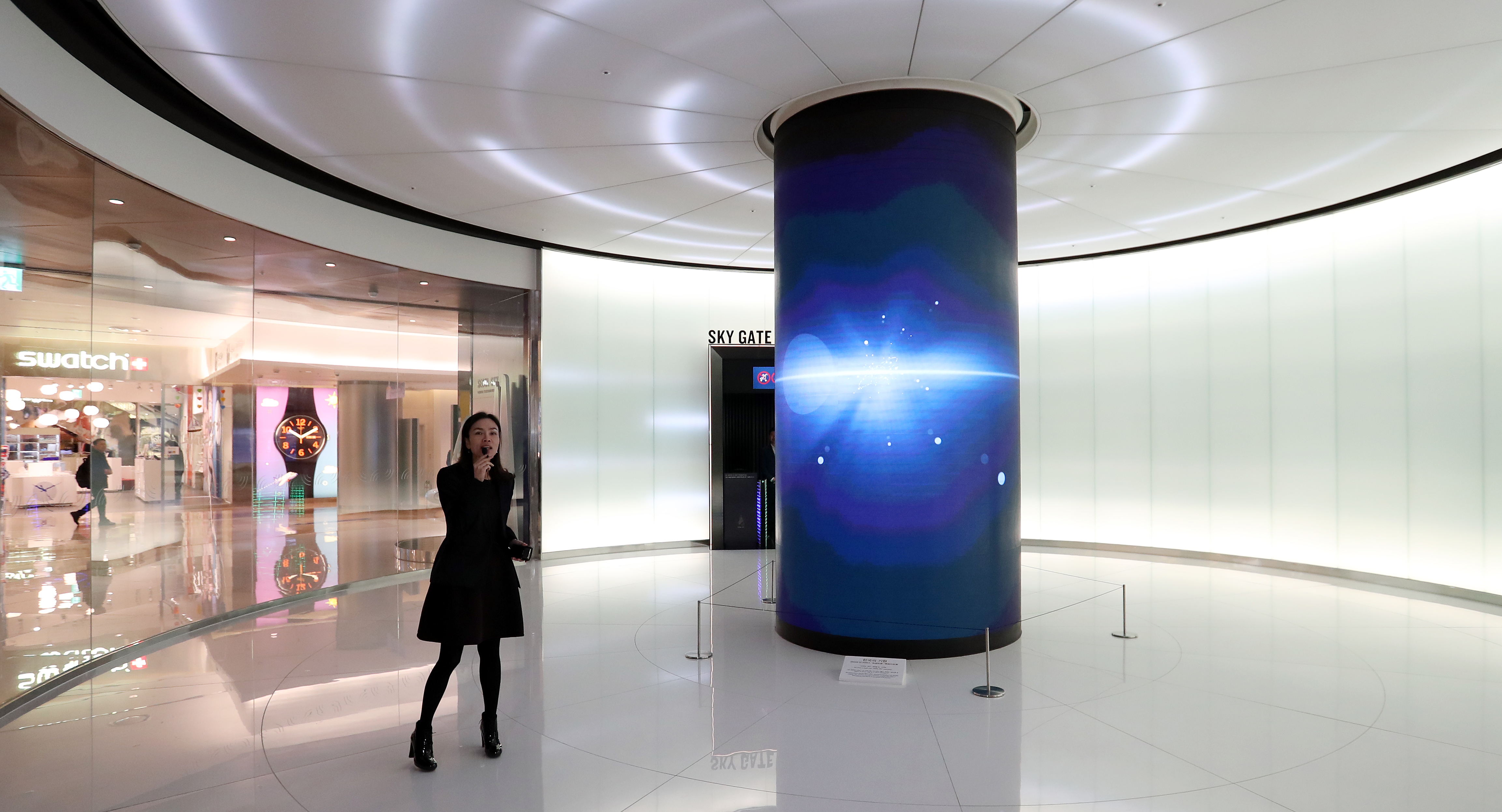
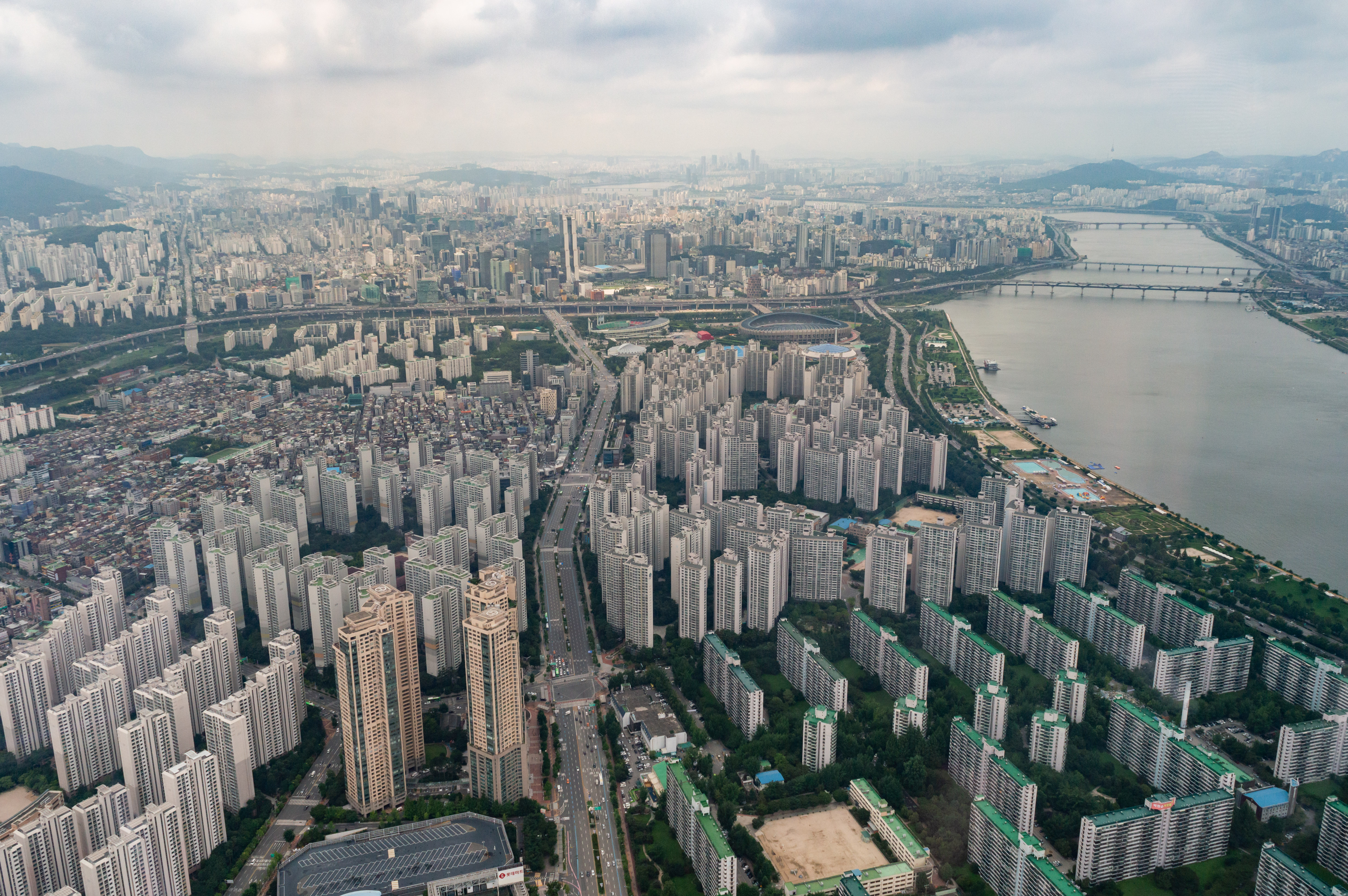

## 같이 보기
- 63스카이아트